# Eoalulavis hoyasi
Eoalulavis hoyasi — вимерлий птах підкласу енанціорнісових (Enantiornithes), що мешкав в крейдяному періоді, 115 млн років тому. Скам'янілі залишки знайдені в Лас-Гояс, Іспанія. 
Це найдавніший птах в якого відоме придаткове крило (alula). Воно відіграє важливу роль в польоті, допомагаючи при повільному русі. Це пір'я виконує функцію, подібну до функції передкрилків крила літаків, дозволяючи крилу досягати більшого кута атаки та збільшення підйомної сили, запобігаючи втраті швидкості.
У голотипі знайшли залишки екзоскелета ракоподібних в грудній порожнині, які були інтерпретовані як вміст шлунка скам'янілих тварин. Таким чином, було висловлено припущення, що це були водні або навколоводні тварини.